# Генри, Брайан Тайри
Бра́йан Та́йри Ге́нри (англ. Brian Tyree Henry; род. 31 марта 1982, Фейетвилл, Северная Каролина, США) — американский актёр. Номинант на премии «Оскар», «Эмми» и «Тони».

## Биография
Генри родился в Фейетвилле, Северная Каролина, и вырос в Вашингтоне, округ Колумбия. Его отец был военным, а мать работала учительницей. Его мать, Уиллоу Дайан Кирс, умерла в 2016 году; её памяти был посвящён эпизод «Woods» сериала «Атланта».
Генри посещал колледж Морхаус, где изучал бизнес и получил степень бакалавра. Позже он заинтересовался актёрством и поступил в Йельскую школу драмы, где получил степень магистра.

## Фильмография

### Кино
| Год  | Русское название                       | Оригинальное название                   | Роль                 | Примечания                                            |
| ---- | -------------------------------------- | --------------------------------------- | -------------------- | ----------------------------------------------------- |
| 2015 | Пуэрториканцы в Париже                 | Puerto Ricans in Paris                  | Спенсер              |                                                       |
| 2017 | Ты — мне, я — тебе                     | Person to Person                        | Майк                 |                                                       |
| 2017 | Краун-Хайтс                            | Crown Heights                           | Массап               |                                                       |
| 2018 | Незаменимый ты                         | Irreplaceable You                       | Бенджи               |                                                       |
| 2018 | Отель «Артемида»                       | Hotel Artemis                           | Гонолулу             |                                                       |
| 2018 | Белый парень Рик                       | White Boy Rick                          | детектив Джексон     |                                                       |
| 2018 | Вдовы                                  | Widows                                  | Джамал Мэннинг       |                                                       |
| 2018 | Если Бил-стрит могла бы заговорить     | If Beale Street Could Talk              | Дэниел Карти         |                                                       |
| 2018 | Человек-паук: Через вселенные          | Spider-Man: Into the Spider-Verse       | Джефферсон Дэвис     | мультфильм; озвучивание                               |
| 2019 | Не отпускай                            | Don't Let Go                            | Гаррет Рэдклифф      |                                                       |
| 2019 | Детские игры                           | Child's Play                            | детектив Майк Норрис |                                                       |
| 2019 | Джокер                                 | Joker                                   | Карл                 |                                                       |
| 2020 | Искусственный интеллект                | Superintelligence                       | Деннис               |                                                       |
| 2021 | Годзилла против Конга                  | Godzilla vs. Kong                       | Берни Хейс           |                                                       |
| 2021 | Женщина в окне                         | The Woman in the Window                 | детектив Литтл       |                                                       |
| 2021 | Виво                                   | Vivo                                    | Данкарино            | мультфильм; озвучивание                               |
| 2021 | Вечные                                 | Eternals                                | Фастос               |                                                       |
| 2022 | Быстрее пули                           | Bullet Train                            | Лимон                |                                                       |
| 2022 | Мост на озере                          | Causeway                                | Джеймс               |                                                       |
| 2023 | Человек-паук: Паутина вселенных        | Spider-Man: Across the Spider-Verse     | Джефферсон Дэвис     | мультфильм; озвучивание                               |
| 2023 | Паук внутри: История Паутины вселенных | The Spider Within: A Spider-Verse Story | Джефферсон Дэвис     | короткометражный мультфильм; озвучивание              |
| 2024 | Годзилла и Конг: Новая империя         | Godzilla x Kong: The New Empire         | Берни Хейз           |                                                       |
| 2024 | Трансформеры: Начало                   | Transformers One                        | D-16 / Мегатрон      | мультфильм; озвучивание                               |
| 2025 | Golden                                 | Golden                                  |                      | отменен; будет положен на полку и не выйдет в прокат. |
| 2026 | Человек-паук: За пределами вселенных   | Spider-Man: Beyond the Spider-Verse     | Джефферсон Дэвис     | мультфильм; озвучивание                               |
| 2026 | Паникуйте осторожно                    | Panic Carefully                         |                      |                                                       |

### Телевидение
| Год         | Русское название                   | Оригинальное название       | Роль                                           | Примечания |
| ----------- | ---------------------------------- | --------------------------- | ---------------------------------------------- | --- |
| 2009        | Закон и порядок                    | Law & Order                 | Бен                                            | Эпизод: «Dignity» |
| 2010        | Хорошая жена                       | The Good Wife               | Рэндалл Симмонс                                | Эпизод: «Double Jeopardy» |
| 2013        | Подпольная империя                 | Boardwalk Empire            | Уинстон                                        | 2 эпизода |
| 2014        | Больница Никербокер                | The Knick                   | Ларкин                                         | Эпизод: «The Busy Flea» |
| 2016 — 2022 | Атланта                            | Atlanta                     | Альфред «Paper Boi» Майлз                      | Постоянная роль Номинация — Премия «Gold Derby» за прорыв года (2017) Номинация — Премия «Gold Derby» за лучшего актёра второго плана в комедийном сериале (2017) Номинация — MTV Movie & TV Award за лучший дуэт (совместно с Лейкитом Стэнфилдом) (2017) Номинация — Премия «Эмми» за лучшую мужскую роль второго плана в комедийном телесериале (2018) Номинация — Премия Гильдии киноактёров США за лучший актёрский состав в комедийном сериале (2019) |
| 2016—2017   | Завучи                             | Vice Principals             | Дашиус Браун                                   | 3 эпизода |
| 2017        | Как избежать наказания за убийство | How to Get Away with Murder | государственный защитник                       | Эпизод: «Go Cry Somewhere Else» |
| 2017        | Это мы                             | This Is Us                  | Рики                                           | Эпизод: «Memphis» Номинация — Премия «Gold Derby» за лучшего приглашённого актёра в драматическом сериале (2017) Номинация — Премия Гильдии супервайзеров за лучшую песню, записанную для телевидения (2017) Номинация — Премия «Эмми» в категории «Лучший приглашённый актёр в драматическом телесериале» (2017) |
| 2018        | Пьяная история                     | Drunk History               | Берри Горди                                    | Эпизод: «Game Changers» |
| 2018        | Конь БоДжек                        | BoJack Horseman             | Купер Томас Роджерс Уоллес — мл. (озвучивание) | Эпизод: «The Amelia Earhart Story» |
| 2018        | Комната 104                        | Room 104                    | Арнольд                                        | Эпизод: «Arnold» |
| 2025        | Нарковоры                          | Dope Thief                  | Рэй                                            | |

## Театр
| Год  | Название на русском  | Оригинальное название          | Роль                 | Площадка            | Примечания |
| ---- | -------------------- | ------------------------------ | -------------------- | ------------------- | --- |
| 2007 | Ромео и Джульетта    | Romeo and Juliet               | Тибальт              | Шекспир в парке     | |
| 2007 |                      | The Brothers Size              | Ошуси                | Публичный театр     | |
| 2009 |                      | In The Red and Brown Water     | Нгунгу               | Публичный театр     | |
| 2009 |                      | Marcus; Or the Secret of Sweet | Ошуси Сайз / Террелл | Публичный театр     | |
| 2011 | Книга Мормона        | The Book of Mormon             | генерал              | Театр Юджина О’Нила | |
| 2014 | Крепость одиночества | The Fortress of Solitude       | Роберт               | Публичный театр     | |
| 2018 | Герой лобби          | Lobby Hero                     | Уильям               | Театр Хелен Хейс    | Номинация — Премия «Драма Деск» за лучшую мужскую роль второго плана в пьесе Номинация — Премия Лиги Драмы за выдающееся исполнение Номинация — Премия «Тони» за лучшую мужскую роль второго плана в пьесе |